# ホドウフォ・ヴィエイラ
ホドウフォ・ヴィエイラ（Rodolfo Vieira、1989年9月25日 - ）は、ブラジルの男性柔術家、総合格闘家。リオデジャネイロ州リオデジャネイロ出身。フュージョン・エクセル・パフォーマンス所属。ブラジリアン柔術黒帯。ホドルフォ・ヴィエラとも表記される。
アブダビコンバットで1回、世界柔術選手権で5回、アブダビ・ワールド・プロフェッショナル柔術選手権で7回の優勝経験を持つ。

## 来歴

### ブラジリアン柔術・グラップリング
13歳の時にダイエット目的でブラジリアン柔術を始めた。
2009年、茶帯ながらアブダビ・ワールド・プロフェッショナル柔術選手権ペサード級で世界柔術選手権王者のブラウリオ・エスティマを破って優勝を果たし、帰国後に空港で師匠のジュリオ・セーザル・ペレイラから黒帯を授与された。
2011年、世界柔術選手権ペサード級・アブソルート級で2階級制覇を達成。ペサード級では、同年から4連覇を成し遂げた。
2015年、アブダビコンバット99kg級で優勝。

### 総合格闘技
2016年から本格的に総合格闘技のトレーニングを始め、翌年にプロデビュー。ACAなどに参戦し、5連勝を記録した。

#### UFC
2019年8月10日、UFC初参戦となったUFC Fight Night: Shevchenko vs. Carmouche 2でオスカル・ピエホタと対戦し、肩固めで一本勝ち。
2021年2月13日、UFC 258でアンソニー・ヘルナンデスと対戦し、ギロチンチョークで2R一本負け。キャリア初黒星を喫した。
2021年7月17日、UFC on ESPN: Makhachev vs. Moisésでダスティン・シュトルツフスと対戦し、リアネイキドチョークで3R一本勝ち。パフォーマンス・オブ・ザ・ナイトを受賞した。
2023年4月29日、UFC on ESPN: Song vs. Simónでコーディ・ブランデージと対戦し、肩固めで2R一本勝ち。パフォーマンス・オブ・ザ・ナイトを受賞した。
2024年2月10日、UFC Fight Night: Hermansson vs. Pyferでアルメン・ペトロシアンと対戦し、肩固めで1R一本勝ち。パフォーマンス・オブ・ザ・ナイトを受賞した。

## 戦績
| 総合格闘技 戦績 | 総合格闘技 戦績 | 総合格闘技 戦績 | 総合格闘技 戦績 | 総合格闘技 戦績 | 総合格闘技 戦績 | 総合格闘技 戦績 |
| --------------- | --------------- | --------------- | --------------- | --------------- | --------------- | --------------- |
| 13 試合         | (T)KO           | 一本            | 判定            | その他          | 引き分け        | 無効試合        |
| 10 勝           | 1               | 9               | 0               | 0               | 0               | 0               |
| 3 敗            | 0               | 1               | 2               | 0               | 0               | 0               |

| 勝敗 | 対戦相手                       | 試合結果                     | 大会名                                      | 開催年月日    |
| ×    | アンドレ・ペトロスキー         | 5分3R終了 判定0-3            | UFC Fight Night: Cannonier vs. Rodrigues    | 2025年2月15日 |
| ○    | アルメン・ペトロシアン         | 1R 4:48 肩固め               | UFC Fight Night: Hermansson vs. Pyfer       | 2024年2月10日 |
| ○    | コーディ・ブランデージ         | 2R 1:28 肩固め               | UFC on ESPN 45: Song vs. Simón              | 2023年4月29日 |
| ×    | クリス・カーティス             | 5分3R終了 判定0-3            | UFC on ESPN 38: Tsarukyan vs. Gamrot        | 2022年6月25日 |
| ○    | ダスティン・シュトルツフス     | 3R 1:54 リアネイキドチョーク | UFC on ESPN 26: Makhachev vs. Moisés        | 2021年7月17日 |
| ×    | アンソニー・ヘルナンデス       | 2R 1:53 ギロチンチョーク     | UFC 258: Usman vs. Burns                    | 2021年2月13日 |
| ○    | サパルベク・サファロフ         | 1R 2:58 肩固め               | UFC 248: Adesanya vs. Romero                | 2020年3月7日  |
| ○    | オスカル・ピエホタ             | 2R 4:26 肩固め               | UFC Fight Night: Shevchenko vs. Carmouche 2 | 2019年8月10日 |
| ○    | ヴィタリー・ネムチノフ         | 1R 2:02 リアネイキドチョーク | ACA 96: Lodz                                | 2019年6月8日  |
| ○    | ジェイコブ・ホリマン＝タグ     | 1R 3:51 リアネイキドチョーク | ACB 88: Barnatt vs. Celinski                | 2018年6月16日 |
| ○    | アレクサンダー・ノイファング   | 1R 3:42 TKO（パウンド）      | ACB 82: Silva vs. Kolobegov                 | 2018年3月9日  |
| ○    | ファグネル・ハクシャル         | 3R 4:47 肩固め               | Shooto Brazil 74                            | 2017年8月27日 |
| ○    | ダニヤル・ザリルベック・ウラル | 1R 2:27 リアネイキドチョーク | Arzalet Fighting Globe Championship 1       | 2017年2月10日 |

## 獲得タイトル

### ブラジリアン柔術
- アブダビ・ワールド・プロフェッショナル柔術選手権 ペサード級 優勝（2009年、2011年、2012年、2013年）
- アブダビ・ワールド・プロフェッショナル柔術選手権 アブソルート級 優勝（2011年、2012年）
- 世界柔術選手権 ペサード級 優勝（2011年、2012年、2013年、2014年）
- 世界柔術選手権 アブソルート級 優勝（2011年）
- パン柔術選手権 ペサード級 優勝（2011年）
- パン柔術選手権 アブソルート級 優勝（2011年）
- ヨーロッパ柔術選手権 ペサード級 優勝（2012年）
- ヨーロッパ柔術選手権 アブソルート級 優勝（2012年）
- アブダビ・ワールド・プロフェッショナル柔術選手権 スペルペサード級 優勝（2014年）

### グラップリング
- アブダビコンバット 99kg級 優勝（2015年）

## 表彰
- UFCパフォーマンス・オブ・ザ・ナイト（3回）
- ブラジリアン柔術 黒帯